# Нуцлео Фаели (Тревизо)
Нуцлео Фаели је насеље у Италији у округу Тревизо, региону Венето.
Према процени из 2011. у насељу је живело 32 становника. Насеље се налази на надморској висини од 15 м.